# Alena Gálová
Alena Gálová, známá též jako Ajka Gálová (26. března 1956 Korytná – 2. října 1993 Bari, Itálie), byla česká historička umění a etnografka, kurátorka, kulturní pracovnice, dlouhodobá vedoucí Galerie mladých v Brně.

## Život
Narodila se v Korytné u Uherského Hradiště 26. března 1956. V letech 1971–1975 absolvovala Střední uměleckoprůmyslovou školu v Uherském Hradišti. Poté v letech 1975–1980 pokračovala studiem etnografie a vědy o výtvarném umění na Filozofické fakultě Univerzity Jana Evangelisty Purkyně (pozdější Masarykovy univerzity). V roce 1982 zde získala doktorát.
V roce 1980 nastoupila do zaměstnání v Městském kulturním středisku S. K. Neumanna (MKS) v Brně a do jeho Galerie mladých. Po odchodu Jiřího Korotvičky v roce 1982 se stala vedoucí galerie. V této pozici pak působila až do své předčasné smrti. V roce 1992 ještě otevřela Galerii U dobrého pastrýře coby nové výstavní prostory při Kulturním a informačním centru města Brna (dřívějším MKS). V průběhu svého působení uspořádala na 300 výstav. Byla ceněna pro svůj organizační a manažerský talent, zastávala však i úlohu lektorky a správkyně depozitáře.
Dne 2. října 1993 náhle zemřela během své dovolené v italském Bari při cestě na ostrov Korfu. V roce 1994 byla v přízemí Galerie mladých odhalena pamětní deska od sochaře Nikose Armutidise, připomínající její tamní působení. U příležitosti jejích nedožitých 50. narozenin na přelomu března a dubna 2006 byla uspořádána výstava Čas Ajky Gálové…, k níž TT klub a Dům umění vydaly vzpomínkový katalog. Za rok 2007 jí byla udělena in memoriam Cena města Brna v oblasti výtvarného umění.